# オリスカニーの戦い
オリスカニーの戦い （英: Battle of Oriskany）は、アメリカ独立戦争中の1777年8月6日にニューヨーク州オリスカニーで起こったアメリカ大陸軍とイギリス軍との戦いであり、サラトガ方面作戦における激戦の1つとされる。スタンウィックス砦包囲戦序盤において、ニコラス・ハーキマー率いる救援部隊は、モホーク川流域のトライアン郡民兵およびオナイダ族のおよそ800名から構成され、包囲を解くために砦に接近していた。イギリス軍司令官のバリー・セントリージャーは、ハーナウからの猟兵（軽歩兵）分遣隊、ジョン・ジョンソンのニューヨーク王室連隊、イロコイ連邦や北部と西部の同盟インディアン、およびインディアン部レンジャーズで構成される妨害部隊を編成し、総勢は少なくとも450名になった。
イギリス部隊はスタンウィックス砦の東約6マイル (10 km)、現在のオリスカニーの村近くにある小さな谷で、ハーキマーの部隊を待ち伏せた。この戦闘で大陸軍側に約450名の損失を出させ、一方イギリス側もロイヤリスト、インディアン合わせて約150名が戦死あるいは負傷した。戦術的にはイギリス部隊の勝利となったが、その部隊が居ない間に、スタンウィックス砦から出撃した大陸軍部隊がイギリス側宿営地を襲ったために、特にインディアンの士気を落としたことから、その功罪は曖昧な形になった。
この戦闘は参戦者がほとんど全て北アメリカの住人であるということでは数少ない戦闘の1つである。すなわち、ロイヤリストとインディアン対パトリオットという構図であり、イギリス正規兵が参戦していなかった。イロコイ連邦にとっては内乱の開始を意味しており、カーネル・ルイスとハン・イェリーが指導するオナイダ族がアメリカ側に付き、他のイロコイ連邦部族と争うようになった。

## 背景
1777年6月、ジョン・バーゴイン将軍の指揮するイギリス軍がケベック植民地から2方面の攻撃を掛けてきた。バーゴインの目標はハドソン川流域の支配権を奪うことで、ニューイングランドとその他の植民地を分離することだった。その主力はバーゴインが指揮してシャンプレーン湖を南に下った。2つめの部隊はバリー・セントリージャー中佐の指揮でモホーク川流域を下り、オールバニ近くでバーゴイン本隊に合流することが目指された。
セントリージャーの遠征隊は総勢約1,800名であり、イギリス正規兵、ドイツのハーナウからの猟兵、ロイヤリスト、インディアンおよびレンジャーズの混合だった。この部隊はセントローレンス川を上り、オンタリオ湖岸からオスウェゴ川に進んでオナイダ陸送路（現在のニューヨーク州ローム）まで登ってきた。その陸送路を守っていたのが大陸軍のスタンウィックス砦であり、セントリージャー隊は砦を包囲した。

## 前哨戦
ニューヨーク植民地トライアン郡安全委員会の議長ニコラス・ハーキマーはモホーク川沿いにイギリス軍が攻撃してくる可能性を知らされ、7月17日に軍事行動を起こす警告と、住民に必要ならば反応を促す宣言を発していた。友好的なオナイダ族からは7月30日にイギリス軍がスタンウィックス砦まで4日の行程にあると知らされ、ハーキマーは武器を取ることを呼びかけた。トライアン郡で起ち上げられた民兵隊は800名となったが、主に訓練も積まれていないパラタイン・ドイツ出身の農夫ばかりだった。この部隊は8月4日に出発し、8月5日はオリスカのオナイダ集落近くで宿営した。体調が整わずに脱落する者もいたが、60ないし100名のオナイダ族によって補われた。オナイダ族はパトリオットの強力な支持者であるハン・イェリーが指導していた。その夜、ハーキマーはスタンウィックス砦の指揮官ピーター・ガンズヴォート大佐に宛てた伝言を持たせた3人の伝令を送り出した。ガンズヴォートはその伝言を受け取った合図に3発の砲弾を発射させ、続いて砦から出撃してハーキマーの部隊と合流する手筈になっていた。しかし3人の伝令はイギリス軍の戦線を突破することが難しく、既に戦闘が始まっていた翌朝遅くになってやっと伝言を届けることができた。
セントリージャーは、部隊の中のインディアンを指導していたモホーク族のジョセフ・ブラントの姉モリー・ブラントから派遣された伝令から、ハーキマーとその救援部隊が8月5日に進発したという情報を得ていた。セントリージャーは、ジョン・ジョンソンのニューヨーク王室連隊から軽歩兵の分遣隊を派遣してハーキマー隊の位置を探らせ、ブラントは翌朝早くに約400名のインディアンとバトラーズ・レンジャーズの兵士を率いてその後を追った。インディアンの多くはマスケット銃で武装していたが、銃が無くトマホークや槍を携行する者もいた。

## 戦闘

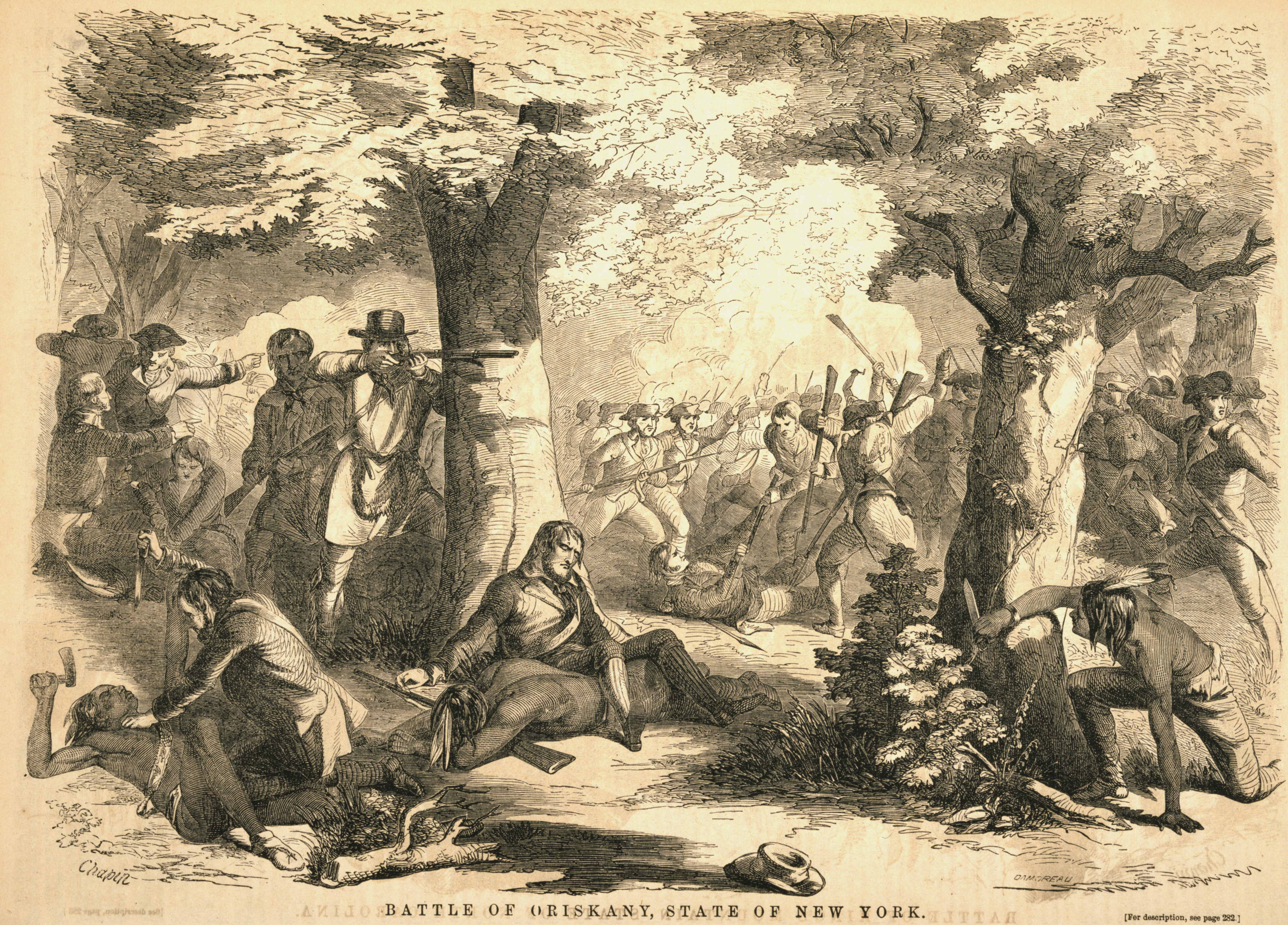
オリスカニーの戦い、1857年画

8月6日朝、ハーキマーは作戦会議を開いた。まだ砦からの信号を聞いていなかったので、ハーキマーは待機することを望んだ。しかし、ハーキマーの小隊長達が前進継続を主張した。ハーキマーの兄弟がセントリージャー隊に仕えていたので、ハーキマーをロイヤリストと詰る者すらいた。この告発に感情を害されたハーキマーはスタンウィックス砦に向けての行軍を命じた。
砦まで約6マイル (9.6 km) の所で道路は50フィート (15 m) 以上高低差のある湿地の谷間に落ち込んでおり、その底に沿って約3フィート (1 m) 幅の水流が蛇行していた。セネカ族のサエンクラータとコーンプランターという2人の酋長がこの場所を待ち伏せに選んでいた。ニューヨーク王室連隊は近くの高台背後で待機し、インディアンは谷間の両側に身を潜めた。その作戦は、ニューヨーク王室連隊が敵部隊の先鋒を止めた後に、インディアンが伸びきった敵縦隊への攻撃を始めるというものだった。午前10時頃、ハーキマーは先鋒の近くで馬に跨り、その隊列は谷に降り、流れを渡って、対岸に上り始めた。
インディアン達は作戦と異なり、隊列の後方近くで伏せっており、明らかに堪えきれなくなって発砲し、ハーキマーの隊列を完全に驚かせた。カナジョハリーの第1連隊を率いていた馬上のエベネザー・コックス大佐が最初の一斉射撃で撃たれて戦死した。ハーキマーは馬を回して戦闘の様子を見ようとしたが、その直ぐ後で1発の銃弾を受けて足を負傷し、乗っていた馬は殺された。ハーキマーは士官数人に担がれてブナノキの所まで行き、それ以上危険に近付かないよう部下から奨められた。ハーキマーは「敵に直面するつもりだ」と挑戦的に応え、木に静かにもたれて、パイプをくゆらせ、近くにいた兵士への指示や励ましの言葉を与えた。
しかし、この罠はあまりに早く作動したので、隊列の一部はまだ谷に入ってもいなかった。それらの兵士の多くが恐慌に衝かれて逃げ出し、これをインディアンの幾人かが追撃したために、死者と負傷者の帯が数マイルにもわたって続くことになった。隊列の後方を失い、最初の一斉射撃で死傷した者達の間で、ハーキマー隊の約半数のみがその後も30分間は戦った可能性がある。攻撃側の中にはマスケット銃を持っていない者もおり、敵のマスケット銃が発砲されるのを待ち、弾填めされる前に飛び出して攻撃した。これは銃剣を装備していない敵には高度に効果的な戦術だった。モホーク族戦士ルイス・アタヤタロンタはハーキマー隊の兵士と戦い、敵の射撃精度が悪いところに付け込み、「彼が立ち上がる毎に我々の兵士一人を殺した」と言われた。
ハーキマー隊は集結して戦いながら道を切り開き、谷間から西側の尾根に登った。ジョン・ジョンソンは民兵の頑張りが心配になり、イギリス軍宿営地に戻ってセントリージャーに援軍を要請したが、そのころには雷雨が始まっていた。ジョンソンには新たに70名が付けられて戦場に戻った。雷雨のために戦闘は1時間ほど小休止になった。この間にハーキマーは高台でその兵士達の編成を修正した。ハーキマーは兵士達に2人1組で戦い、1人が発砲して弾填めする間、もう1人は待機して攻撃された時のみ発砲するよう指示を出した。そのように連携して戦えば、少なくとも1人は弾填めした武器を持っていることになり、トマホーク攻撃の効果を減じることができた。
レンジャーズの指揮者ジョン・バトラーは雷雨の時間帯を利用して捕虜を尋問し、大砲3発の信号の意味を知った。ジョンソンとその援軍部隊が到着すると、バトラーは彼等の上着を裏返させて、砦から大陸軍の援軍が到着したように扮装するよう奨めた。雨が上がって戦闘が再開されると、ジョンソンとそのニューヨーク王室連隊の残りが戦闘に加わったが、パトリオット民兵の一人ジェイコブ・ガーディナー大尉は敵の中にロイヤリストの隣人がいることを認めた。隣人同士の接近戦が暫くの間続いた。

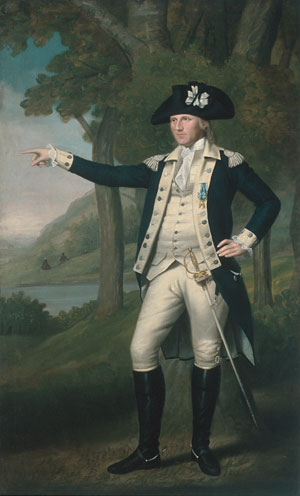
マリナス・ウィレット中佐、ラルフ・アールによる1791年の肖像画

### スタンウィックス砦からの出撃
ハーキマーの伝令は砦に午前11時頃到着した。ガンズヴォート大佐はハーキマーが要請した出撃部隊の編成を始めた。雷雨が通り過ぎた後で、マリナス・ウィレット中佐が250名を率いて砦から出撃し、砦の南にあったほとんど人の居ない敵軍宿営地を襲いに向かった。この部隊は宿営地に残っていたイギリス兵やインディアンを追い散らすと（途中で4人を捕虜にした）、インディアンの宿営場所から毛布や個人的所有品を集め、さらにジョン・ジョンソンの宿営地を襲撃してその手紙などの書き物を押収した。この中にはガンズヴォートの許婚者から奪ったガンズヴォート宛の手紙も含まれていた。
宿営地の警護のために残っていたインディアンの一人が戦場に駆け付け、戦っているインディアン達にその宿営地が襲撃されたことを伝えた。インディアン達はセネカ族の引き上げの合図である「ウーナー、ウーナー！」という叫び声を上げると、戦いを止め、その女性や所持品を守るために宿営地に向かった。このことで少数となったドイツ兵やロイヤリストの兵士も退却することになった。

## 戦いの後

### パトリオット
ハーキマーが重傷を負い、その大尉達の多くが戦死したハーキマー隊のボロボロになった残存部隊はデイトン砦に撤退した。負傷したハーキマーは戦場から兵士達に担ぎ出された。その足は切断されたが、その手術はお粗末なものであり、結局8月16日に死んだ。戦闘の翌日、インディアン達は死者を戦場から回収したが、パトリオットの死傷者は戦場に残されたままになった。数週間後にアーノルドの救援隊が戦場を通りかかったとき、多くの証言によればぞっとするような現場が拡がっているのが目撃された。

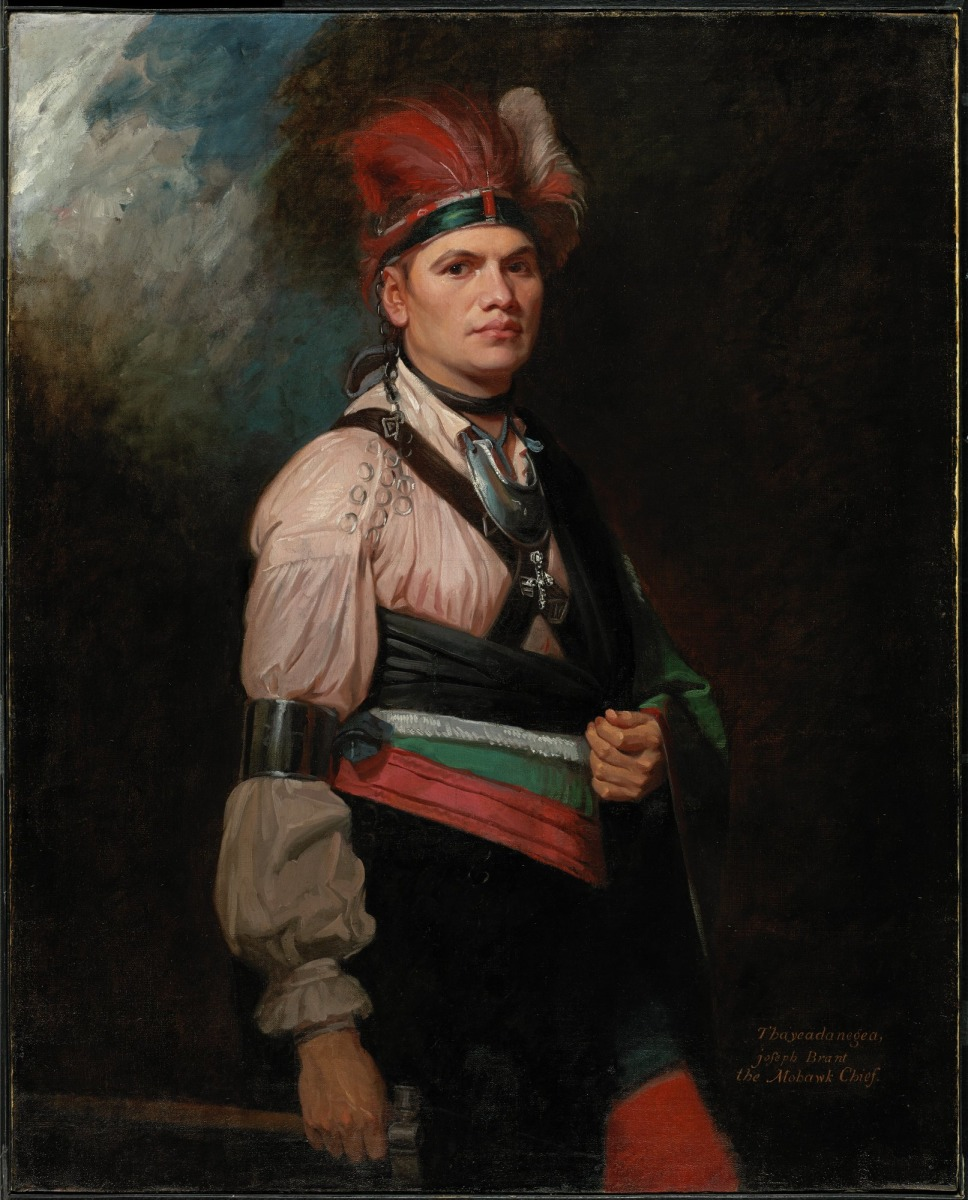
モホーク族指導者ジョセフ・ブラント、ジョージ・ロムニーが描いた1776年の肖像画

大陸軍のフィリップ・スカイラー将軍はオリスカニーからの撤退について情報を得ると、即座に別の救援隊の派遣に取り掛かった。スタンウィックス砦の包囲は結局、ベネディクト・アーノルド将軍が指揮する救援隊が接近してきた8月21日に終わった。アーノルドはまだデイトン砦に居る間に、イギリス軍の宿営地にアーノルド隊の実際の勢力よりも大きな部隊が向かっていると信じ込ませる伝令を派遣していた。

### ロイヤリスト
ロイヤリストのジョン・バトラーはこの戦闘で果たした功績で中佐に昇進し、バトラーズ・レンジャーズと呼ばれるようになる連隊の結成を承認された。この包囲戦が終わった後、ロイヤリストの中にはケベックに戻った者もあれば、多くのインディアンを含めハドソン川沿いでバーゴインの作戦行動に加わった者もいた。

### インディアン
ブラントとセネカ族の酋長であるサエンクラータは戦闘の翌日も戦いを継続し、パトリオットを川沿いにジャーマン・フラット方面まで追撃することを提案したが、セントリージャーはその提案を却下した。この戦闘はイロコイ連邦の中で内戦の始まりを告げることになった。セントリージャーの宿営地に居たイロコイ族は作戦会議を開いて、オナイダ族に血塗られた斧を送ることを決めた。ブラントのモホーク族はこの包囲戦後半でオリスカのオナイダ族居住地を襲撃して燃やしたので、オナイダ族は報復のためにティオノンデロジとカナジョハリーにあったモホーク族の城を略奪した。ハンター砦のモホーク族も後に同じ運命に遭い、残ったモホーク族はケベックまで逃亡することになった。
ブラントのインディアン達が捕虜を虐待しその肉を食べたという主張がなされてきた。しかし、現代の歴史家達はこれに反論している。捕虜の幾人かは儀式として殺された（ヨーロッパ人にとっては拷問に等しい）可能性はあるが、（儀礼にしろ何にしろ）人肉食の証拠は無い。ジョン・バトラーはインディアンに捉えられた捕虜4人が「インディアンの慣習に従い、後で殺された」と報告していた。

### 勝者と敗者
この戦闘は、蒙った損失の比率で見れば、アメリカ独立戦争の中でも流血の多かった戦争の一つである。ハーキマー隊の約半数が死傷し、イギリス側は約15％が死傷した。
セントリージャーは、大陸軍救援部隊が明らかに停止させられたので、この戦闘を自軍の勝利と主張した。しかし、インディアン達の退却によって、大陸軍は戦場を支配することになった。イギリス軍の勝利は戦闘後のインディアン達の不満によって割り引かれることになった。インディアン達が遠征に加わったとき、戦闘の大半はイギリス軍が行うものと考えていた。この戦闘ではインディアン達が主力となっており、砦から出撃した部隊によって個人所有品を奪われたために気分を害されたインディアンもいた。このことがインディアン達の士気を下げることになり、セントリージャー遠征隊の失敗に繋がっていった。

## 遺産
この戦闘に参加したインディアンの一人ブラックスネークは、それから何年も経った後に取材を受けた。ブラックスネークは「当時私は戦場に血の川が流れたと思った」と回想した。1884年にこの戦闘を祈念する記念碑が建てられ、戦場の大半はオリスカニー戦場跡歴史史跡として保存されている。この場所は1962年にアメリカ合衆国国定歴史史跡に、1966年にはアメリカ合衆国国家歴史登録財に登録された。
ニコラス・ハーキマーはニューヨーク州ハーキマー町とハーキマー郡が彼に因んで名付けられることで、その名誉が称えられた。
このオリスカニーの戦いを含むモホーク川流域でのアメリカ独立戦争の戦闘は、ウォルター・D・エドモンズが1937年に著した小説『モホーク川沿いの太鼓』に記録されている。また1945年に就役した航空母艦USSオリスカニーの命名にも祈念されている。

## 関連図書
- Edmonds, Walter D (1937), Drums Along the Mohawk, Little, Brown, ISBN 0-8156-0457-2